# Effetto isotopico cinetico
L'effetto isotopico cinetico è un effetto riscontrato in cinetica chimica, consistente nella diminuzione della velocità di reazione quando un atomo che instaura un particolare legame chimico viene sostituito da un suo isotopo che contrae lo stesso tipo di legame.
L'esempio classico e più eclatante è rappresentato dall'effetto dovuto alla deuterazione del legame C-H, con il risultato che a temperatura ambiente la scissione del legame C-D risulta circa 7 volte più lenta della scissione del legame C-H. È possibile distinguere l'effetto isotopico cinetico primario dall'effetto isotopico cinetico secondario: il primo è osservato quando lo stadio che determina la velocità di reazione implica la scissione del legame instaurato dall'isotopo, mentre il secondo effetto è dovuto alla diminuzione della velocità di reazione anche se non viene scisso il legame in cui è presente l'isotopo.
L'effetto isotopico cinetico, associato a misure spettroscopiche, è di comune utilizzo nello studio della cinetica delle reazioni, permettendo di poter evidenziare in base a riscontri sperimentali il meccanismo di reazione.

## Effetto isotopico cinetico primario
Considerando la rappresentazione grafica del variare dell'energia potenziale lungo la coordinata di reazione, è possibile osservare che tra i reagenti l'energia al punto zero del legame C-H è collocata a valori maggiori rispetto all'energia al punto zero del legame C-D. A questo risultato si perviene trattando i legami come un oscillatore armonico. Considerando che l'energia del complesso attivato è pressoché la stessa in entrambi i casi, risulta già graficamente rilevabile come l'energia di attivazione del processo che implica la scissione del legame C-H sia minore rispetto a quella del processo che implica la scissione del legame C-D. In termini quantitativi si può esprimere la differenza tra le due energie di attivazione come differenza tra le energie vibrazionali molari al punto zero
{\displaystyle \Delta E^{\dagger }={\frac {1}{2}}N_{A}hc{\bar {\nu }}}
dove NA è la costante di Avogadro, h è la costante di Planck, c la velocità della luce nel vuoto, {\displaystyle {\bar {\nu }}} il numero d'onda della vibrazione fondamentale.
Sviluppando tale differenza ricavando {\displaystyle {\bar {\nu }}(C-D)} dalla relazione
{\displaystyle {\bar {\nu }}(C-D)=\left({\frac {\mu _{CH}}{\mu _{CD}}}\right)^{1/2}{\bar {\nu }}(C-H)}
e combinando con l'equazione di Arrhenius ponendo che il fattore pre-esponenziale non vari con la deuterazione, si ottiene l'andamento del rapporto tra le due costanti di velocità
{\displaystyle {\frac {k(C-D)}{k(C-H)}}=e^{-\lambda }}
dove
{\displaystyle \lambda ={\frac {hc{\bar {\nu }}(C-H)}{2kT}}\left\{1-\left({\frac {\mu _{CH}}{\mu _{CD}}}\right)^{1/2}\right\}}
che risulta maggiore di zero, dato che la massa ridotta di C-D è maggiore di quella di C-H. k è la costante di Boltzmann e T la temperatura assoluta.
In alcuni casi, anche utilizzando modelli più completi, il rapporto tra le due diverse costanti di velocità risulta minore rispetto a quello previsto; ciò si spiega a causa dell'effetto tunnel a cui è maggiormente soggetto l'idrogeno, avendo massa minore in confronto al deuterio.

## Effetto isotopico cinetico secondario
L'effetto isotopico cinetico secondario è dovuto alla differenza di energia al punto zero tra i due diversi reagenti e i rispettivi complessi attivati, che stavolta possiedono diversa energia al punto zero. Tant'è, di fatto, che a reagire è il legame C-H, caratterizzato dal possedere una minore energia di attivazione. L'energia di attivazione in entrambi i casi si può calcolare a partire dalle energie vibrazionali, in questo modo si ottiene
{\displaystyle \Delta E^{\dagger }(D)-\Delta E^{\dagger }(H)=\left\{E_{0}^{\dagger }(D)-E_{0}(D)\right\}-\left\{E_{0}^{\dagger }(H)-E_{0}(H)\right\}={\frac {1}{2}}N_{A}hc\left\{{\bar {\nu }}^{\dagger }(C-D)-{\bar {\nu }}(C-D)\right\}-{\frac {1}{2}}N_{A}hc\left\{{\bar {\nu }}^{\dagger }(C-H)-{\bar {\nu }}(C-H)\right\}}
introducendo
{\displaystyle {\bar {\nu }}^{\dagger }(C-D)=\left({\frac {\mu _{CH}}{\mu _{CD}}}\right)^{1/2}{\bar {\nu }}^{\dagger }(C-H)}
e
{\displaystyle {\bar {\nu }}(C-D)=\left({\frac {\mu _{CH}}{\mu _{CD}}}\right)^{1/2}{\bar {\nu }}(C-H)}
e combinando con l'equazione di Arrhenius si ottiene infine
{\displaystyle {\frac {k(D)}{k(H)}}=e^{-\lambda }}
dove in questo caso
{\displaystyle \lambda ={\frac {hc\left\{{\bar {\nu }}^{\dagger }(C-H)-{\bar {\nu }}(C-H)\right\}}{2kT}}\left\{\left({\frac {\mu _{CH}}{\mu _{CD}}}\right)^{1/2}-1\right\}}.
Il simbolo {\displaystyle \dagger } denota grandezze che si riferiscono allo stato di transizione. Assumendo che il numero d'onda vibrazionale del complesso attivato sia minore di quello del reagente, dato che il rapporto tra le masse ridotte che compare nell'ultima espressione è minore di uno si può banalmente verificare come il composto deuterato reagisca più lentamente.

## Effetto isotopico cinetico inverso
Anche se molto meno comunemente, alcune reazioni hanno dimostrato di essere maggiormente veloci quando è presente un analogo deuterato e a tale fenomeno si è dato il nome di effetto isotopico cinetico inverso. Una spiegazione è rappresentata dalla maggiore stabilizzazione del legame C-D nello stato di transizione rispetto al legame C-H.